# Тернопільська обласна клінічна лікарня
КНП «Тернопільська обласна клінічна лікарня» Тернопільської обласної ради — лікувальний заклад у Тернополі. Заснована в 1958 році як Тернопільська обласна лікарня. 1 січня 2010 року реорганізована в комунальний заклад Тернопільської обласної ради.
Основні напрями діяльності: надання спеціалізованої стаціонарної та консультативно-діагностичної медичної допомоги населенню, надання організаційно-методичної допомоги лікувально-профілактичним закладам області.

## Історія
У 2016 році в ортопедично-травматологічному відділенні обласного центру ендопротезування та новітніх ортопедо-травматологічних технологій обладнали закордонним обладнанням новий операційний блок із трьома операційними залами А-класу, яке здійснили за гроші благодійників. 14 вересня його відкрили за участю міністра юстиції України Павла Петренка.
14 липня 2017 новий лабораторний корпус відкрив Президент України Петро Порошенко за участі голова Тернопільської обласної державної адміністрації Степан Барна і голова Тернопільської обласної ради Віктор Овчарук, народних депутатів від Тернопільщини

## Структурні підрозділи
Лікарня представлена 6 центрами, до складу яких входять 10 клінік, 19 стаціонарних спеціалізованих і 13 параклінічних відділень, 4 допоміжних підрозділи та один сектор, зокрема:
- Центр внутрішньої медицини (потужність — 300 ліжок)
  - Клініка внутрішньої медицини № 1:
    - Кардіологічне відділення для інфарктних хворих з палатою інтенсивної терапії
    - Ендокринологічне відділення
    - Гастроентерологічне відділення

  - Клініка внутрішньої медицини № 2:
    - Ревматологічне відділення
    - Нефрологічне відділення
    - Відділення гемодіалізу

  - Клініка внутрішньої медицини № 3:
    - Кардіологічне відділення для інфарктних хворих
    - Пульмонологічне відділення

  - Клініка клінічної імунології, алергології та загального догляду за хворими:
    - Обласний центр гастроентерології з гепатологією у складі гастроентерологічного відділення
    - Обласний центр клінічної імунології та алергології у складі гастроентерологічного і пульмонологічного відділень
    - Гематологічне відділення

  - Клініка клініко-лабораторної діагностики:
    - Клініко-діагностична лабораторія
    - Міжкафедральна науково-клінічна лабораторія

  - Параклінічні відділення:
    - Відділення функціональної діагностики
    - Рентгенорадіологічне відділення
    - Фізіотерапевтичне відділення
    - Відділення лікувальної фізкультури

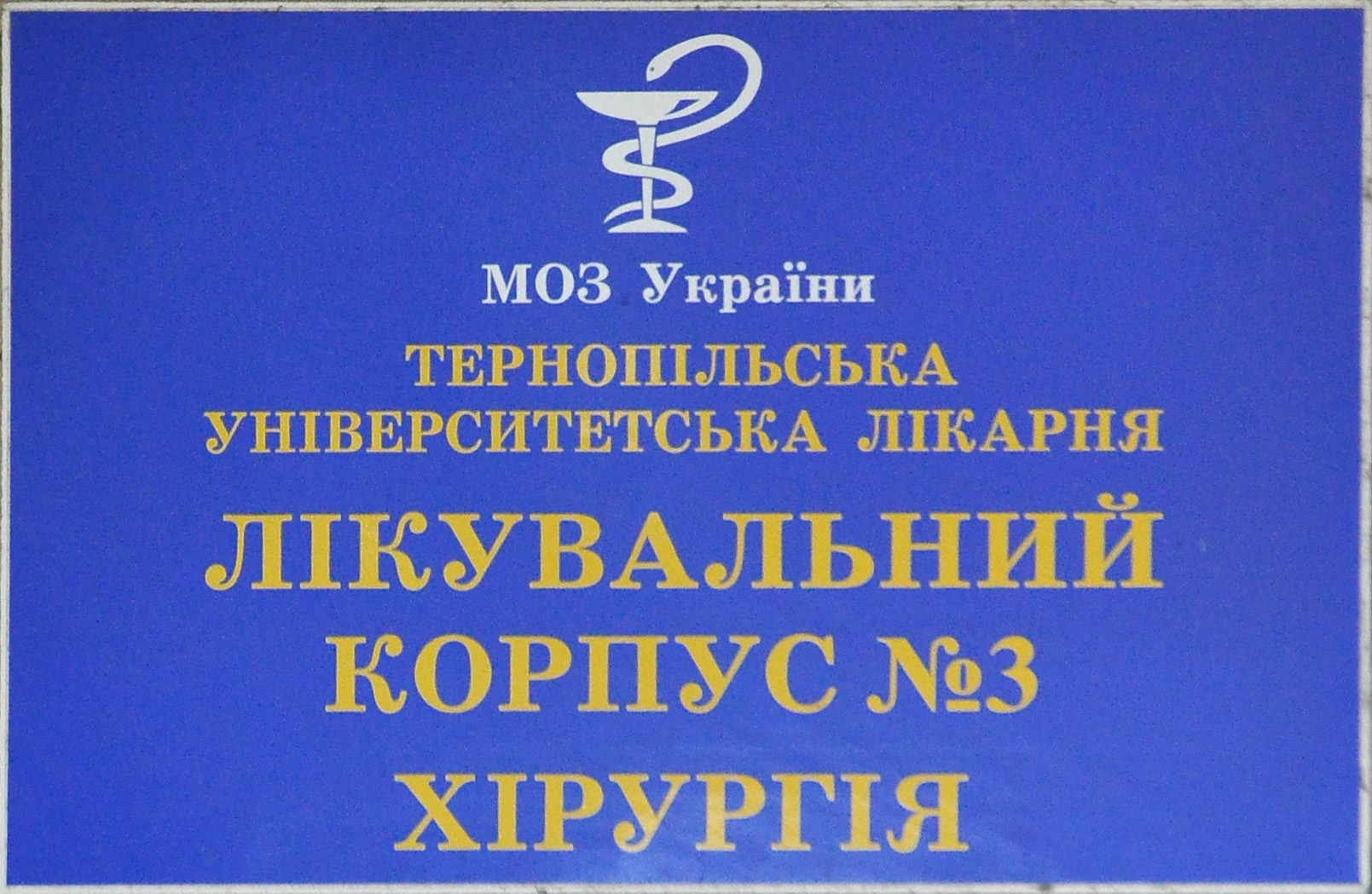
Вивіска лікувального корпусу № 3 Хірургія

- Центр хірургії (потужність — 365 ліжок)
  - Клініка хірургії № 1:
    - Хірургічне відділення
    - Торакальне відділення

  - Клініка хірургії з анестезіологією № 2:
    - Відділення анестезіології та інтенсивної терапії
    - Відділення судинної хірургії

  - Клініка ендоскопії з малоінвазивною хірургією, урологією, ортопедією та травматологією факультету післядипломної освіти:
    - Відділення малоінвазивної хірургії
    - Урологічне відділення
    - Ортопедо-травматологічне відділення
    - Ендоскопічне відділення

  - Клініка отоларингології, офтальмології та нейрохірургії:
    - Отоларингологічне відділення
    - Офтальмологічне відділення
    - Нейрохірургічне відділення

  - Клініка хірургічної стоматології:
    - Стоматологічне відділення

  - Параклінічні відділення:
    - Приймальне відділення
    - Операційне відділення
    - Рентгенохірургічний блок
    - Рентгенологічне відділення
    - Відділення гіпербаричної оксигенації
    - Лабораторія контактної корекції зору
    - Відділення ультразвукової діагностики
    - Стоматологічний кабінет
    - Ендоскопічне відділення
- Консультативно-діагностичний центр
  - Обласна консультативна поліклініка
  - Обласне кардіологічне диспансерне відділення
  - Обласне ендокринологічне диспансерне відділення
  - Обласне диспансерне відділення спеціалізованого центру радіаційного захисту населення
  - Пересувний лабораторно-діагностичний комплекс
- Центр роботи з молодшими медичними спеціалістами та молодшим медичним персоналом
  - Сестринська рада КЗ ТОР «Тернопільська університетська лікарня»
  - ННІ медсестринства ТДМУ
  - Обласні курси підвищення кваліфікації середнього медичного персоналу при КЗ ТОР «Тернопільська університетська лікарня»
  - Навчально-методичний комплекс
- Центр експертизи тимчасової непрацездатності та якості лікувально-діагностичного процесу
  - Лікарсько-консультативна комісія
  - Відділ медичної статистики та методичної роботи
  - Завідувачі стаціонарних відділень
- Центр кадрової служби та юридичного забезпечення
  - Відділ кадрів
  - Юрисконсульт
- Фінансово-господарський сектор
  - Централізована бухгалтерія
  - Господарська служба
  - Харчоблок
  - Складські приміщення для зберігання лікарських засобів і медикаментів

## Клінічні кафедри ТНМУ

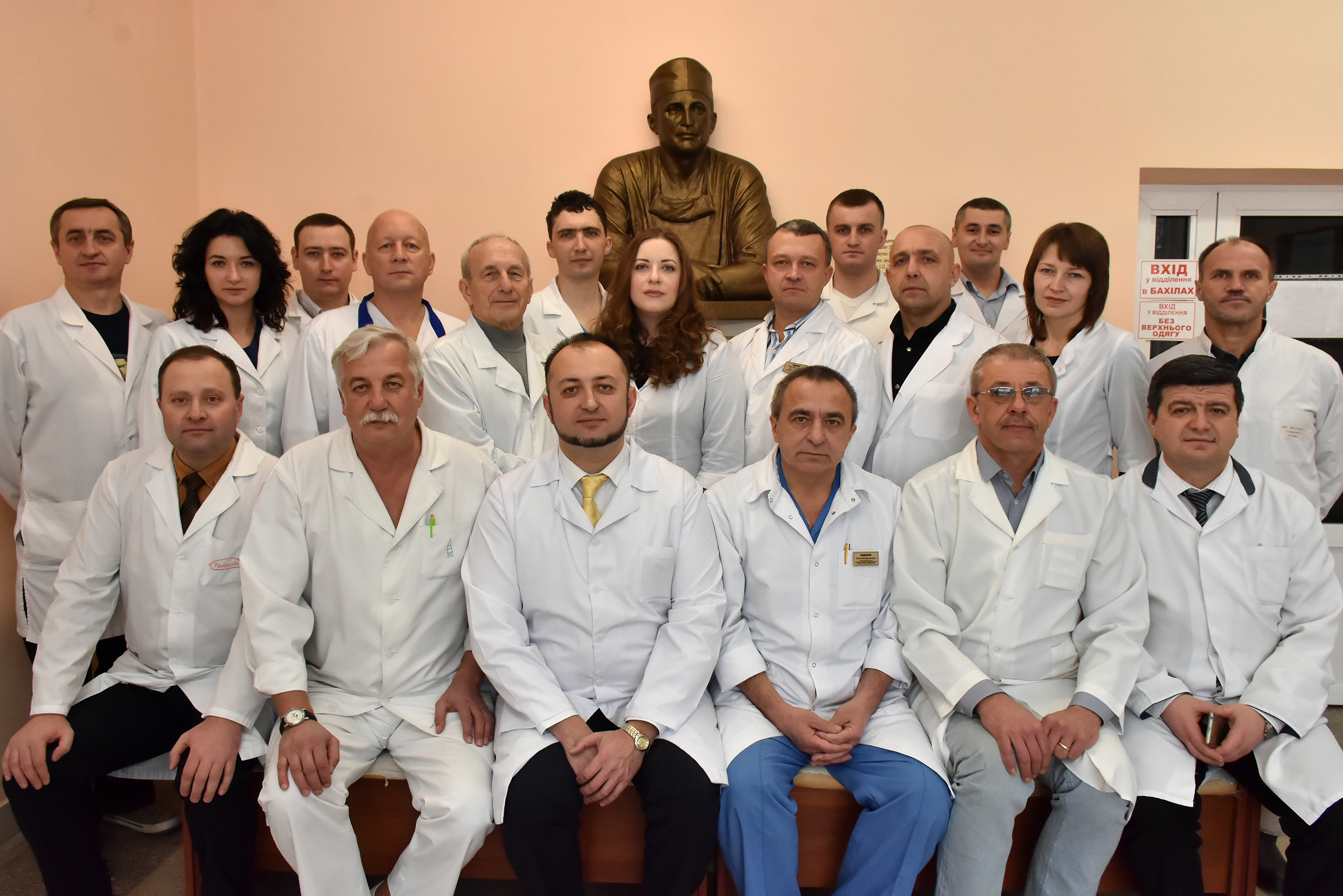
Колектив кафедри хірургії № 1 з урологією та малоінвазивною хірургією імені професора Л. Я. Ковальчука, січень 2017

На базі лікарні розташовані клінічні кафедри Тернопільського державного медичного університету:
- внутрішньої медицини № 1
- внутрішньої медицини № 3
- хірургії № 1 з урологією та малоінвазивною хірургією імені професора Л. Я. Ковальчука
- травматології та ортопедії з військово-польовою хірургією
- анестезіології та реаніматології
- оториноларингології, офтальмології та нейрохірургії
- функціональної і лабораторної діагностики
- невідкладної та екстреної медичної допомоги

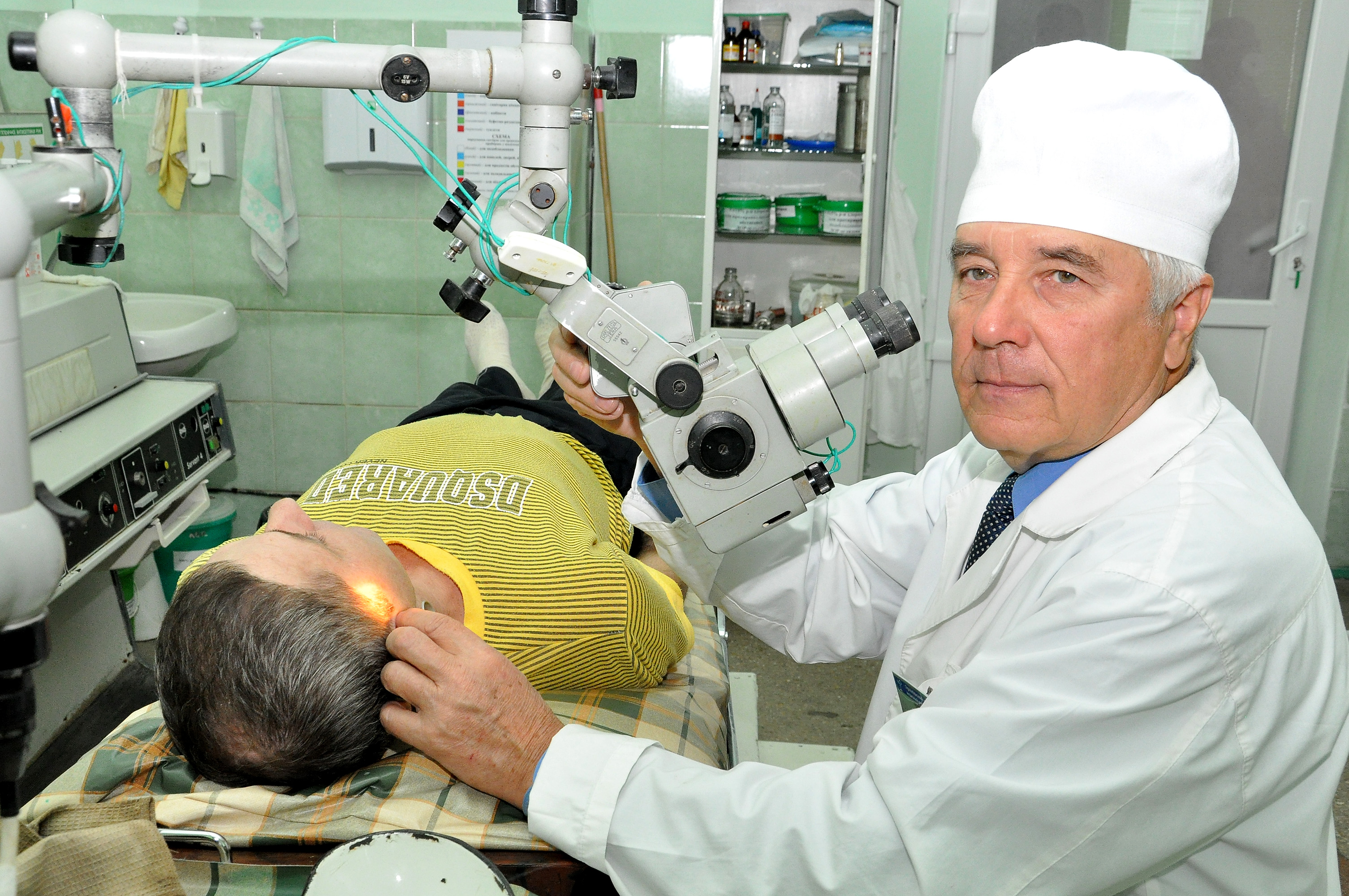
Професор Петро Ковалик обстежує пацієнта в отоларингологічному відділенні Тернопільської університетської лікарні

## Персонал

### Головні лікарі
- Василь Бліхар — нині

### Лікарі

#### Працюють
- Віктор Запорожець — заступник головного лікаря з хірургії та інноваційних технологій

#### Працювали
- Володимир Шкробот — 1978—1980 (лікар-хірург, згодом — заступник головного лікаря з хірургічної роботи)

### Медсестри
- Марина Голоюха — найкраща медична сестра Тернопільської області за результатами конкурсу «Ескулап-професіонал — 2017»[5].

## Меморіальні скульптури

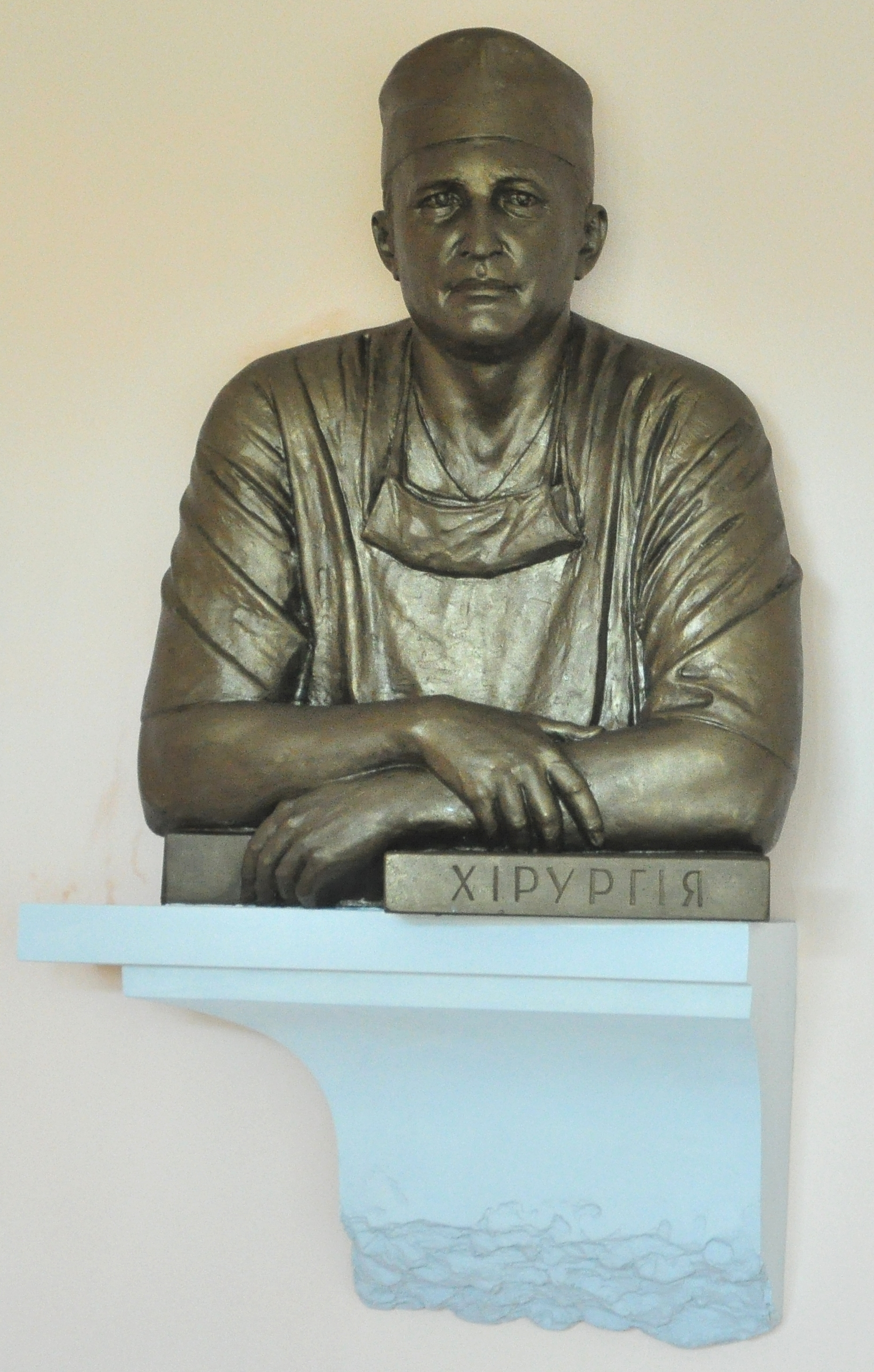
Горельєф Леонідові Ковальчуку в хірургічному корпусі (1.10.2015)

- 1 жовтня 2015 року в хірургічному корпусі лікарні відкрили горельєф Леонідові Ковальчуку (автор — Володимир Цісарик), який освятив Архієпископ Тернопільський, Кременецький і Бучацький Нестор.[6]
- 14 червня 2016 року на фасаді терапевтичного корпусу відкрили меморіальну дошку професору Ю. Т. Коморовському.[7]

## Лікарня для хворих на коронавірус
У 2020 році через збільшення кількості хворих на COVID-19 у Тернополі, приміщення лікарні стало стратегічним резервом міста. 
Інспектори ВООЗ оцінили стратегічний резерв університетської лікарні та запропонували деякі ідеї медикам щодо госпіталізації пацієнтів. Генеральний директор лікарні Василь Бліхар підкреслив, що при критичній ситуації госпіталізації, у лікарні зможуть одразу розгорнути 60 ліжко-місць та ще 12 у реанімації. Загальна кількість можливих ліжок становить від 100 до 200 штук.
Фахівці побували у корпусі з лабораторією, приймальним відділенням, у відділеннях анестезіології, інтенсивної терапії, офтальмологічному та ортопедичному відділеннях. Для резерву пацієнтів виділили четвертий корпус лікарні. 